# Dvori
Dvori este o localitate din comuna Koper, Slovenia, cu o populație de 26 de locuitori.